# Vamos a la playa (Miranda)
Vamos a la playa is een zomerhit van de Franse eurodancegroep Miranda. Het liedje werd uitgebracht in juni 1999 als eerste single van de groep. In Nederland behaalde het nummer de Alarmschijf en de 7e plaats in zowel de Top 100 als in de Top 40. In 2010 werd het nummer gecoverd door de Nederlandse zangeres Loona.
Het lied vertelt over nachtelijk dansen op het strand. 
Het Italiaanse duo Righeira heeft een lied met dezelfde titel Vamos a la playa, maar een aanmerkelijk minder vrolijke tekst: het vertelt over de verwoesting die door kernbommen wordt aangericht.